# Gilles Jallet
 (décembre 2024).
Gilles Jallet, né en 1956 à Paris, est poète, traducteur, éditeur et critique littéraire français.

## Carrière littéraire
Les éditions Seghers, dirigées par Bernard Delvaille et Mathieu Bénézet, publient Contre la lumière en 1985, suivi en 1988 par Un reste reviendra sous-titré Contre la lumière II. Toujours en 1985, il fait paraître un essai sur Hölderlin, également aux éditions Seghers, dans la collection « Poètes d’aujourd’hui ». Dans les années 1986-1987, il crée avec Xavier Maurel les éditions Monologue et une revue éponyme. À partir de 1986, il voit fréquemment le peintre Miklos Bokor, qui travaille l’été dans sa maison de Floirac, au bord de la Dordogne.
À l’automne 1990, il consacre un essai au poète romantique allemand Novalis, dans la collection « Poètes d’aujourd’hui », aux éditions Seghers, incluant notamment une traduction complète et inédite des « Dialogues ». De 1997 à 1999, il écrit un nouveau cycle de poèmes en trois parties intitulé « Le blanc et le noir », publié dans la revue "Ralentir travaux" dirigée par Bernard Desportes. Il rencontre le poète André du Bouchet en décembre 1999. Durant l’été 2000, il organise une rétrospective du peintre Andoche Praudel, dans la crypte Saint-Martin à Souillac (Lot). L’éditeur Henri Poncet accueille, dans la revue La Polygraphe, plusieurs textes poétiques, la plupart inspirés par le Causse de Gramat où il réside, lesquels seront repris en volume en 2004 dans L’Ombre qui marche, aux éditions Comp'Act. Début 2004, La Polygraphe publie une nouvelle série de 16 poèmes intitulée « Les Sembles », d’après un mot d’enfant inventé par S. T. Coleridge: « the seems ».
En février 2006, « Le dernier homme », long poème écrit en forme de monologue, suivi d’une « Petite glose », paraissent dans Suspendu au récit, aux éditions Comp'Act. De 2006 à 2010, il compose à la suite quatre longs poèmes (« Dépaysement natal », « Galatée à part I & II», « La mort d’Empédocle », et « Un nouveau songe de l’infini »), réunis dans un ensemble intitulé Réminiscence et prophétie. C’est à partir de l’année 2012 qu’il entreprend de réécrire, en vue d’en faire un seul et même livre, l’ensemble de ses Œuvres poétiques (1985-2011) sous le titre définitif de Contre la lumière, publié en septembre 2014 aux éditions La rumeur libre, et précédé d'une préface de Xavier Maurel intitulée "Gilles Jallet, les métamorphoses de la poésie".
L’anthologie Un nouveau monde, « Poésies en France 1960-2010 », composée par Yves di Manno et Isabelle Garron, parue chez Flammarion en 2017, lui consacre une dizaine de pages. Deux nouveaux livres de poésies paraissent en 2023 et 2024 aux éditions La rumeur libre: le premier, Les Utopiques, 1 se compose de poèmes antérieurs à Contre la lumière (avant 1985, donc), ou concomitants à celui-ci, mais réécrits après coup. Les Utopiques, 2 sous-titré La Spirale de l’histoire s’inspire formellement des fresques éponymes que le peintre Miklos Bokor a gravées et peintes dans la chapelle de Maraden, située à Martel dans le Lot, dans les années 1998-2002. Le site « Libr-critique » a publié, en même temps que la parution de son livre, un récit de Gilles Jallet intitulé « Dans le secret de la rencontre » qui raconte son amitié avec Miklos Bokor.
En parallèle à son écriture de poésie, il publie des articles de critique littéraire sur des poètes et des écrivains contemporains, notamment dans les revues Critique, Le Nouveau Recueil, La Polygraphe et Europe, mais aussi sur les sites Internet de Sitaudis, Remue.net et Poezibao. En 2006, Le crâne de Schiller paraît, avec un préambule de Laurent Cassagnau, aux éditions Hermann. Ce livre comporte une suite de sept études critiques: « Novalis, une réflexion seconde » et « Hölderlin 1804 », parus dans Quai Voltaire Revue Littéraire (QVRL) en 1992, « Roger Laporte, l’écriture et la chose » dans la revue "Critique" en décembre 1988, et quatre inédits: « Le crâne de Schiller », « Mallarmé, le silence de la lumière », « Le romantisme réfléchi de Joë Bousquet », et « Dans la langue, le pourri (Paul Celan et André du Bouchet)».
À l’occasion de la parution de son livre Les Utopiques, 1, Gilles Jallet a reçu le Grand Prix de la Maison de Poésie 2023 pour l’ensemble de son œuvre.

## Publications

### Poésie
- Les Utopiques, 2, La Spirale de l’histoire, Sainte-Colombe-sur-Gand, La rumeur libre éditions, 2024[19]
- Les Utopiques, 1, Sainte-Colombe-sur-Gand, La rumeur libre éditions, 2023[17]
- Sinouhay, l’Autoportrait, Calès, Monologue, 2021[24]
- Œuvres poétiques, Contre la lumière (1985-2011), Sainte-Colombe-sur-Gand, La rumeur libre éditions, 2014[14]
- L’Ombre qui marche, Chambéry, Comp’Act, 2004[11]
- Sous les cerisiers, Paris, Monologue, série « Livres en cours », 2000[25]
- Contre la lumière: entretien avec Laurent Cassagnau suivi de Trois derniers poèmes, Paris, Monologue éd., 1995[26].
- En, journal d’Engadine (1981-1988), Vitry-sur-Seine, Monologue, 1989[27]
- ... un reste reviendra (Contre la lumière II), Paris, Seghers, 1988[3]
- Contre la lumière, Paris, Seghers, 1985[2]
- Partis d’Asine, Paris, Le Voleur de Talan, 1984[28]
- Contre-Feux, Bordeaux, à Passage, 1984[29]

### Livres d’artistes
- Utopique mikado, Terral-Calès, [texte imprimé] Gilles Jallet, extrait des « Reliquiae » in Les Utopiques, 1 [conception, impression, réalisation] Jean-Claude Loubières, 2023[30]
- Boîte à lettres, 5, Terral-Calès, [texte imprimé] Gilles Jallet [conception, impression, réalisation] Jean-Claude Loubières, 2021[31]

### Essais critiques
- Le crâne de Schiller: langue incomparable de la tête de mort, collection « Lectures » Hermann, Paris, 2006[21]
- Novalis, Poètes d’aujourd’hui, Seghers, Paris, 1990[7]
- Hölderlin, Poètes d’aujourd’hui, Seghers, Paris, 1985[4]

### Articles en revue
- « Vers l'ouverture des terres », Dossier Yves di Manno, Revue Europe 103e année — N° 1153 / Mai 2025[32]
- « Un cri, chose et signe » de Jean-Paul Michel, Poezibao, 13/10/2021[33]
- « Prose Lancelot » de Guillaume Artous-Bouvet, Sitaudis.fr, poésie contemporaine, Parutions 29/01/2021[34]
- « Traité des sirènes » de Philippe Beck, Sitaudis.fr, poésie contemporaine, Parutions 09/01/2021[35]
- « Les journées en Arlequin » de Jean Daive, Sitaudis.fr, poésie contemporaine, Parutions 05/12/2020[36]
- « Les livres sont fatigués. Il faut les peindre », William Blake & Co. Édit, Poezibao, 30/11/2020[37]
- « Féerie » de Sophie Loizeau, Sitaudis.fr, poésie contemporaine, Parutions 03/11/2020[38]
- « Khlebnikov pleure » de Anne Seidel, Sitaudis.fr, poésie contemporaine, Parutions 21/10/2020[39]
- « Agir non agir, éléments pour une poésie de la résistance écologique » de Pierre Vinclair, Sitaudis.fr, poésie contemporaine, Parutions 30/07/2020[40]
- « L’Esprit du Livre, le Crime de Poésie et la Folie Utile dans l’Œuvre de Mallarmé » de Patrick Laupin, Europe no 1014, octobre 2013[41]
- « Martine Broda, au moment même de l'été », hommage à Martine Broda, le Nouveau recueil, avril 2013[42]
- « Le Divan d’Orient et d’Occident », Johann Wolfgang von Goethe, introduction et traduction de Laurent Cassagnau, Europe no 997, mai 2012[43]
- « Le silence et la musique dans la poésie de Georg Trakl », Europe no 984 Georg Trakl/Christa Wolf, avril 2011
- « La crise romantique, Joë Bousquet/Albert Béguin », Dossier À quoi bon la crise ? La Sœur de l’Ange no 7, Hermann, 2010  (ISBN 9782705669959)[44]
- « Le Pays de Pavese » de Jean-Pierre Ferrini, Europe no 972, avril 2010[45]
- « Dante et Beckett », de Jean-Pierre Ferrini, Europe no 902-903, Juin 2004[46]
- « Vers l’exténuation ». Il reste, de Fabienne Courtade, La Polygraphe vol. 33.35, 2004  (ISBN 2876613298)[12].
- « Guerre extrême », de Esther Tellermann, Le Nouveau Recueil, no 54, mars-mai 2000, p.168-170[47].